# Рига Пречу (станция)
Рига Пречу (латыш. Rīga Preču, в переводе «Рига-Товарная»; с 1976 по 2009 Рига Пречу 2) — железнодорожная станция в Риге, на линии Рига — Эргли. Станция предназначена для работы с грузовыми составами и длительного отстоя товарных вагонов. Занимает территорию площадью 41,7 га, на которой располагаются здание дежурного, кассы товарного терминала и многочисленные служебные постройки. Имеется один основной путь и пять путей приёма-отправки; остальные пути — это тупики и сортировочные линии.

## История
Станция оборудована в советское время, для организации централизованных поставок грузов на товарные склады. Было построено большое количество подъездных путей, сохранившихся до сих пор. Поначалу станция носила название «Промышленная», в 1976 г. переименована в «Рига Пречу 2». Пассажирские поезда, следующие в Эргли, останавливались здесь с 1972 по 2007 год. Пассажирский перрон на станции, по состоянию на 2015 г., сохранился.
После ликвидации станции «Рига Пречу 1» в 2009 г., название «Рига Пречу 2» было изменено на «Рига Пречу».